# Dylan Minnette
Dylan Christopher Minnette, född 29 december 1996 i Evansville i Indiana, är en amerikansk skådespelare, sångare och musiker. Han är känd för sin roll som Clay Jensen i Netflix-serien Tretton skäl varför (13 Reasons Why). Han har också haft roller i dramaserien Lost, fantasy-serien Awake, dramaserien Scandal och Grey's Anatomy.
Minnette är känd för sina huvudroller i skräckfilmen Let Me In (2010), thrillerfilmen Prisoners (2013), familjekomedifilmen Alexander and the Terrible, Horrible, No Good, Very Bad Day (2014), familjefantasyfilmen Goosebumps (2015), skräckfilmen Don't Breathe (2016) och skräckfilmen The Open House (2018).
Han spelar också gitarr och sjunger i det amerikanska rockbandet Wallows.  

## Bakgrund och familj
Minnette är son till Robyn och Craig Minnette. Han flyttade till Champaign i Illinois där han bodde i fem år, för att sedan flytta till Los Angeles så att han skulle kunna få en karriär som skådespelare.

## Karriär

### Skådespel
Minnettes första roll var ett avsnitt av Drake & Josh. Han var sen varit med i NBC:s The Year Without a Santa Claus, som en karaktär utan namn i Fred Claus, som Todd Lyons i filmen The Clique, och som Noah Framm i Snow Buddies. Viktiga roller för Minnette på TV är roller som; den unga versionen av karaktären Michael Scofield i Prison Break och karaktären Clay Norman i Saving Grace. Han spelade en mobbare med namnet Kenny i Let Me In, en remake av den svenska skräckfilmen Låt den rätte komma in, som släpptes i oktober 2010. Han spelade också en roll som Jerry Grant Jr på ABC's Scandal som presidentens son. Minnette har även medverkat i flera reklamfilmer och i fyra avsnitt av Lost som Jacks son. Minnette var också med i "The Crow & the Butterfly" musikvideo från rockgruppen Shinedown.
Sedan 2017 har Minnette spelat Clay Jensen i Netflix-serien Tretton skäl varför (13 Reasons Why). Han spelade också en roll i Netflix-serien The Open House, som hade premiär i januari 2018.

### Musiker
Minnette är sångare och gitarrist i bandet Wallows tillsammans med Cole Preston (trummor) och Braeden Lemasters (sångare, gitarr). Före 2017 var de kända som The Feaver och sedan The Narwhals. De uppträdde på Summer Meltdown, en konsert för autismmedvetenhet 2010 och vann en bandtävling samma år. De spelade på Vans Warped Tour 2011 och har sedan dess uppträtt på många arenor i Los Angeles inklusive Roxy Theatre och Whisky a Go Go.  Deras låt "Bleeding Man", användes i marknadsföringen av säsong 2 av R.L. Stines The Haunting Hour.
Under hela 2017 släppte de fyra singlar "Pleaser", "Sun Tan", "Uncomfortable" och "Pulling Leaves Off Trees" på Apple Music och Spotify. År 2018 släppte de ytterligare två singlar "Pictures of Girls" och "These Days". De framförde "Pictures of Girls" på The Late Late Show med James Corden den 8 maj 2018. Deras debutalbum, Nothing Happens, släpptes i mars 2019.

## Filmografi

### Filmer
| År   | Titel                                                       | Roll                      | Anmärkningar                                                                                |
| ---- | ----------------------------------------------------------- | ------------------------- | ------------------------------------------------------------------------------------------- |
| 2007 | Fred Claus                                                  | Orphanage kid             |                                                                                             |
| 2008 | Snow Buddies                                                | Noah Framm                |                                                                                             |
| 2008 | The Clique                                                  | Todd Lyons                |                                                                                             |
| 2010 | Let Me In                                                   | Kenny                     |                                                                                             |
| 2013 | Labor Day                                                   | 16 år gamla Henry Wheeler |                                                                                             |
| 2013 | Prisoners                                                   | Ralph Dover               |                                                                                             |
| 2014 | Alexander and the Terrible, Horrible, No Good, Very Bad Day | Anthony Cooper            |                                                                                             |
| 2015 | Goosebumps                                                  | Zach Cooper               |                                                                                             |
| 2016 | Don't Breathe                                               | Alex                      |                                                                                             |
| 2017 | The Disaster Artist                                         | Guy On Cell Phone         | Borttagen scen                                                                              |
| 2018 | The Open House                                              | Logan Wallace             |                                                                                             |
| 2022 | Scream                                                      | Wes Hicks                 | Son till sheriff Judy Hicks samt uppkallad efter Scream-seriens originalregissör Wes Craven |

### TV
| År         | Titel                                  | Roll                   | Anmärkningar                                              |
| ---------- | -------------------------------------- | ---------------------- | --------------------------------------------------------- |
| 2005       | Drake & Josh                           | Jeffrey                | Avsnitt: "The Demonator"                                  |
| 2005       | Two and a Half Men                     | Young Charlie Harper   | Avsnitt: "I Always Wanted a Shaved Monkey"                |
| 2005–2006  | Prison Break                           | Young Michael Scofield | Återkommande roll; 5 avsnitt                              |
| 2006       | Mad TV                                 | Billy                  | Säsong 11, avsnitt 18                                     |
| 2006       | The Year Without a Santa Claus         | Iggy Thistlewhite      | Television film                                           |
| 2007–2010  | Saving Grace                           | Clay Norman            | Huvudrollen                                               |
| 2007       | Grey's Anatomy                         | Ryan (Kille utan öron) | Avsnitt: "Haunt You Every Day"                            |
| 2008       | Ghost Whisperer                        | Pierce Wilkins         | Avsnitt: "Stranglehold"                                   |
| 2008       | Rules of Engagement                    | Nicky                  | Avsnitt: "Buyer's Remorse"                                |
| 2008       | The Mentalist                          | Frankie O'Keefe        | Avsnitt: "Red Hair and Silver Tape"                       |
| 2009       | Supernatural                           | Danny Carter           | Avsnitt: "Family Remains"                                 |
| 2010       | Lost                                   | David Shephard         | 4 avsnitt                                                 |
| 2010       | Medium                                 | Cameron                | Avsnitt: "Bring Your Daughter to Work Day"                |
| 2010–2011  | Men of a Certain Age                   | Reed                   | 4 avsnitt                                                 |
| 2011       | Lie to Me                              | Noah                   | Avsnitt: "Rebound"                                        |
| 2011       | Against the Wall                       | Ryan Spencer           | Avsnitt: "Obsessed and Unwanted"                          |
| 2011       | The Haunting Hour: The Series          | Corey                  | Avsnitt: "Brush with Madness"                             |
| 2012       | Awake                                  | Rex Britten            | Huvudrollen                                               |
| 2012       | Law & Order: Special Victims Unit      | Luca Gabardelli        | Avsnitt: "Learning Curve"                                 |
| 2012       | Major Crimes                           | Avi Strauss            | Avsnitt: "The Ecstasy and the Agony"                      |
| 2013       | Nikita                                 | Stefan Tasarov         | Avsnitt: "Reunion"                                        |
| 2013       | Save Me                                | Ben Tompkins           | Avsnitt: "The Book of Beth"                               |
| 2013       | The Haunting Hour: The Series          | Chad                   | Avsnitt: "Funhouse"                                       |
| 2014       | Agents of S.H.I.E.L.D.                 | Donnie Gill / Blizzard | avsnitt: "Seeds", "Making Friends and Influencing People" |
| 2014       | Scandal                                | Fitzgerald "Jerry" Jr. | Återkommande roll; 6 avsnitt                              |
| 2017–2020  | 13 Reasons Why                         | Clay Jensen            | Huvudrollen                                               |
| 2018, 2019 | The Late Late Show with James Corden   | Sig själv              | Uppträdande med sitt band "Wallows"                       |
| 2019       | The Tonight Show Starring Jimmy Fallon | Sig själv              | Uppträdande med sitt band "Wallows"                       |

## Utmärkelser och nomineringar
| År   | Utmärkelse                      | Kategori                                                           | Arbete                                                      | Resultat  | Ref.   |
| ---- | ------------------------------- | ------------------------------------------------------------------ | ----------------------------------------------------------- | --------- | ------ |
| 2008 | Young Artist Awards             | Best Performance in a TV Series – Young Actor Age Ten or Younger   | Saving Grace                                                | Vann      | [ 12 ] |
| 2009 | Young Artist Awards             | Best Performance in a TV Series – Guest Starring Young Actor       | The Mentalist                                               | Nominerad |        |
| 2009 | Young Artist Awards             | Best Performance in a TV Series – Recurring Young Actor            | Saving Grace                                                | Nominerad |        |
| 2011 | Young Artist Awards             | Best Performance in a Feature Film – Supporting Young Actor        | Let Me In                                                   | Nominerad | [ 13 ] |
| 2011 | Young Artist Awards             | Best Performance in a Feature Film – Young Ensemble Cast           | Let Me In                                                   | Nominerad | [ 13 ] |
| 2011 | Young Artist Awards             | Best Performance in a TV Series – Guest Starring Young Actor 14–17 | Medium                                                      | Vann      | [ 13 ] |
| 2011 | Young Artist Awards             | Best Performance in a TV Series – Recurring Young Actor            | Lost                                                        | Nominerad | [ 13 ] |
| 2013 | National Board of Review Awards | Best Acting by an Ensemble                                         | Prisoners                                                   | Vann      |        |
| 2015 | Young Artist Awards             | Best Performance in a Feature Film – Young Ensemble Cast           | Alexander and the Terrible, Horrible, No Good, Very Bad Day | Nominerad |        |